# Lokehellene
Die Lokehellene (norwegisch für Hänge des Loki) sind steile Felsenkliffs im ostantarktischen Königin-Maud-Land. Im Kurzegebirge bilden sie die Westseite des Nupsskarvet.
Norwegische Kartographen, die das Kliff auch benannten, kartierten es anhand von Luftaufnahmen und Vermessungen der Dritten Norwegischen Antarktisexpedition (1956–1960) und gaben ihnen einen deskriptiven Namen.